# ATP Challenger Nettingsdorf
Der ATP Challenger Nettingsdorf (offiziell: Nettingsdorf Challenger) war ein Tennisturnier, das zwischen 1997 und 1999 in Nettingsdorf, einer Ortschaft in Ansfelden in Österreich, stattfand. Es gehörte zur ATP Challenger Tour und wurde im Freien auf Sand gespielt.

## Liste der Sieger

### Einzel
| Jahr | Sieger        | Finalgegner     | Ergebnis |
| ---- | ------------- | --------------- | -------- |
| 1999 | Attila Sávolt | Markus Hipfl    | 6:1, 6:0 |
| 1998 | Markus Hipfl  | Clemens Trimmel | 6:2, 6:0 |
| 1997 | Radomír Vašek | Christian Vinck | 6:3, 6:3 |

### Doppel
| Jahr | Sieger                        | Finalgegner                          | Ergebnis        |
| ---- | ----------------------------- | ------------------------------------ | --------------- |
| 1999 | Georg Blumauer Alexander Peya | Marcelo Charpentier José Frontera    | 6:74, 6:3, 7:63 |
| 1998 | Tomáš Krupa Borut Urh         | Tomáš Cibulec Leoš Friedl            | 6:1, 6:4        |
| 1997 | Björn Jacob Michael Kohlmann  | Thomas Buchmayer Thomas Strengberger | 6:2, 3:6, 6:3   |